# Chawlla Thimpu
Chawlla Thimpu o Challwa Thimpu es un plato tradicional de la gastronomía del departamento de Puno, Perú. Se trata de una sopa a base de pescado fresco, generalmente carachi, que se cocina con papas, chuño, hierbas aromáticas y otros ingredientes locales. Es un plato representativo de la cultura puneña y ha sido declarado parte del patrimonio gastronómico de esta región.

## Historia y significado
Tiene su origen en la tradición culinaria de las comunidades altiplánicas que habitan alrededor del lago Titicaca y otras fuentes de agua dulce en la región de Puno. Su preparación se basa en el uso de pescados locales como el carachi negro, amarillo y blanco, además de la trucha y el pejerrey. Estos ingredientes se combinan con productos agrícolas como la papa, el ajo y el chuño, además de hierbas aromáticas silvestres como la muña y el orégano, lo que le otorga un sabor distintivo.
Más allá de su valor gastronómico, el Chawlla Thimpu tiene un profundo significado cultural. Existe una creencia tradicional sobre la forma en que debe consumirse el pescado: se debe empezar a comer por la cabeza. Esta práctica simboliza el esfuerzo, el trabajo y la honradez, pues representa comenzar por lo más difícil. Según la tradición oral, en la cabeza del carachi se encuentran huesos en forma de cruz cubiertos por una fina membrana, lo que es interpretado como una bendición divina. En contraste, si el comensal empieza por la cola, se considera un mal augurio, ya que en la cosmovisión andina "el diablo ofrece la cola" y recibirla de esta manera implica aceptar el camino fácil de la vida. De acuerdo con la creencia, cuando un hombre pide un thimpu, Dios y el diablo apuestan: si empieza por la cabeza, Dios se alegra; si comienza por la cola, el diablo celebra.

## Ingredientes y preparación
El Chawlla Thimpu se elabora con los siguientes ingredientes básicos:
- Pescado fresco, tradicionalmente carachi, aunque en algunos casos se emplean otras especies locales.
- Papas y chuño, cultivados en la región altiplánica.
- Hierbas aromáticas, como la muña.
- Agua y sal, que forman la base de la cocción.

Para su preparación, el pescado se cuece en agua junto con las papas, chuño y las hierbas aromáticas, logrando un caldo sustancioso. Se sirve caliente, acompañado de la papa y el chuño (papa deshidratada).

## Variantes regionales
El Chawlla Thimpu presenta algunas variaciones según la región donde se prepare:
- Chawlla Thimpu: Nombre con el que se conoce en el norte de Puno.
- Chawlla Wallaque: Denominación usada en el sur de Puno, donde el plato se sirve en una sola presentación, con el pescado, las papas, el chuño y el caldo juntos en el mismo plato.
- Chawlla Caldo: Versión preparada en la provincia de Moho, similar al chairo puneño pero con carachi como ingrediente principal.[1][8][9]

## Reconocimiento y difusión
El Chawlla Thimpu ha sido reconocido como parte del patrimonio gastronómico de Puno y ha sido promovido en diversas ferias gastronómicas a nivel nacional en Perú, como Mistura y Perú Mucho Gusto. Su presencia en estos eventos ha permitido que más personas conozcan y aprecien la riqueza culinaria de la región.
En 2024, mediante la Ordenanza Municipal n.° 0021-2024-CMMP, se declaró el 5 de noviembre como el Día del Chawlla Thimpu y Chawlla Wallaque en la provincia de Puno. Esta iniciativa busca revalorizar la gastronomía local y fomentar el turismo a través de la promoción de este plato emblemático.